# Élédone musquée
Espèce
L'Élédone musquée ou Pieuvre musquée (Eledone moschata) est une espèce de mollusques de la famille des octopodes, des eaux méditerranéennes. C’est une espèce sœur de Eledone cirrhosa, se distinguant de celle-ci par sa couleur plus foncée, sa peau lisse et son odeur caractéristique de musc.
Dans les textes anciens de Oppien (Halieutiques), Athénée de Naucratis (Les Deipnosophistes), Claude Élien (De natura animalium), on pense que l'animal  nommé Osmylus (ὀσμύλος) est l'Élédone musquée,.

## Distribution
La pieuvre Eledone moschata se trouve principalement en mer Méditerranée mais elle réside également dans l’océan Atlantique le long des côtes ibériques notamment dans le golfe de Cadix ou le long des côtes portugaises.
L’espèce est très abondante en mer Égée où elle est une espèce côtière (elle y vit entre 20 et 100 m de profondeur),.
La pieuvre Eledone moschata a également été identifiée pour la première fois en Bosnie-Herzégovine dans la baie de Neum, lorsque 3 individus y ont été pêchés en eaux très peu profondes (<1 m).
Selon (Belcari et al. 2002), qui ont étudié la distribution de Eledone moschata dans le détroit de Sicile : sa distribution y est également principalement côtière là aussi dans des eaux peu profondes (jusqu'à 150-200 m) contrairement à son espèce sœur, Eledone cirrhosa, qui vit en moyenne à 300 m de profondeur.
En analysant les populations d’Eledone moschata à partir des prises de pêche, Belcari et al. ont mis en évidence que les populations de Eledone moschata restent relativement stables comparé à celles de Eledone cirrhosa qui tendent à diminuer.

## Habitat
La pieuvre Eledone moschata vit dans les eaux peu profondes essentiellement entre 15 et 200 m, mais se rencontre le plus souvent aux alentours des 100 m.
Les pieuvres Eledone moschata, tout comme Eledone cirrhosa, préfèrent les fonds sablonneux aux fonds boueux ainsi que les fonds sédimentaires aux fonds rocheux. Elles peuvent néanmoins aussi se trouver sur les fonds rocheux en période de reproduction.
La différence de distribution des deux espèces dépend de la disponibilité des proies, ainsi que de la compétition pour l’espace, bien qu’elles puissent parfois partager un habitat chevauchant sur le fond marin ainsi que sur les différentes profondeurs marines sous la surface de l’eau.
Une relation positive a été démontrée par V. Lauria (2016), entre la productivité marine et l’abondance des pieuvres dans les eaux du détroit de Sicile.
Par ailleurs, l’habitat de Eledone moschata n’est pas autant défini par la salinité de l’eau de surface que ne l'est celui de Eledone cirrhosa pour qui une eau peu chargée en sel affecte les embryons, avec pour conséquence que cette dernière espèce ne se trouvera pas en forte abondance près des estuaires et des côtes lors de fortes pluies.
Pour ce qui est de la turbidité de l’eau, Eledone moschata préfère les eaux ayant une valeur d’activité photosynthétique comprise entre 49 et 51 einstein/m2 /jour.

## Description
Eledone moschata a été décrite pour la première fois en 1798 par Lamarck en tant qu'Octopus moschata (poulpe musqué).
Eledone moschata sécrète une odeur de musc, ce qui lui a donné son nom vernaculaire « pieuvre musquée ».
Eledone moschata arbore une couleur grise/brune pouvant avoir des taches noirâtres. Sa peau est lisse, ce qui la différencie de Eledone cirrhosa.
D’autres caractéristiques permettent de la différencier d'Eledone cirrhosa comme sa couleur brune virant au gris avec des taches plus sombres sur sa face dorsale.
Comme toute pieuvre, Eledone moschata a 8 tentacules qui lui permettent de se déplacer, chasser et toucher son environnement.
Ces 8 tentacules sont relativement courtes par rapport au manteau et ne possèdent qu’une rangée de ventouse par tentacule.
Le manteau d’un poulpe est le tissu qui protège son cerveau, système digestif, excréteur, reproducteur, sa poche à encre et glande à venin.
Le troisième membre de droite (le Hectocotylus) est spécialisé dans le stockage et le transfert des spermatophores à la femelle.
Il existe un léger dimorphisme sexuel chez Eledone moschata qui concerne la longueur du manteau, celui-ci étant plus long chez les mâles, avec une moyenne de 8,1 cm tandis que celui des femelles mesure environ 7,8cm.
Le poids moyen des Eledone moschata varie selon le sexe, allant de 17 à 651 g pour les mâles et de 3,4 à 608,1 g pour les femelles.
L’individu recensé avec le plus long manteau était un mâle ayant un manteau de 18,8 cm de long et une longueur totale du corps de 74 cm. Ce mâle a été trouvé dans le golfe d'Izmir, dans la mer Égée. Il pesait 1,414 kg.
Notons enfin que le sex-ratio de l’espèce est de : un mâle pour une femelle.

## Écologie
Eledone moschata aime les eaux chaudes méditerranéennes à 20−22 °C. Les populations de ces poulpes ainsi que leurs cycles de vie courts  fluctuent suivant les saisons et les variations de température des eaux de surface ainsi que suivant les changements des caractéristiques abiotiques comme l’intensité de l’upwelling.
Les individus semblent être plus actifs pendant la nuit tandis qu’ils ne bougent que très peu la journée.

## Pêche
Eledone moschata est une espèce fortement pêchée pour sa chair.
Il n’existe malgré tout que peu d’études sur les quantités d’individus prélevés ainsi que sur les nombres d’individus relâchés.
Selon (P. Belcari et al. 2002), l’abondance de l’espèce fluctue fortement en mer Méditerranée et pour différentes raisons, notamment :
- une durée de vie courte du fait de la mort de l’individu à l’issue de sa reproduction, celle-ci se produisant pendant l’hiver jusqu’au printemps
- la disparition des individus adultes du fait des captures (pêches) opérées dès avril-mai.
Il pourrait y avoir une certaine plasticité phénotypique (taux de croissance différent selon la période d’éclosion, alternance cycles courts/longs) en réponse à des conditions environnementales variantes : cela pourrait expliquer certaines variations et chevauchements ponctuels de tailles rencontrés durant certaines périodes en certains endroits.
Il est à noter que la maturité sexuelle des Eledone moschata semble se produire plus tôt dans la partie occidentale de la mer Méditerranéenne (atteinte en printemps-été) que dans la partie orientale (où la maturité est atteinte en été-automne).
Enfin des études semblent faire apparaître que les méthodes de pêches opérées par les chalutiers semblent avoir un impact négatif sur les Eledone moschata, notamment au niveau de leur système immunitaire.

## Alimentation
La pieuvre musquée semble avoir des préférences alimentaires assez précises.
Une étude conduite par S. Halil et O. Akyol (2011) montre que les crustacés semblent être le met préférer de ces mollusques, ce qui pourrait s’expliquer par le fait que les Eledone moschata rencontrent une diversité de crustacés sur leur lieu de vie que sont les fonds sableux.
Selon Krstulovič Šifner, S., Vrgoč, N., (2009), qui ont étudié le régime alimentaire de la pieuvre musquée en condition naturelle, les préférences alimentaires de cette pieuvre sont les suivantes : 65% crustacés, 37,8% poissons, 21,8% céphalopodes. Cette étude a également montré l'existence d'une forme de cannibalisme existe en cette espèce.
Relevons néanmoins, que l’étude de S. Halil et O. Akyol (2011) qui a analysé la composition stomacale des pieuvres n’a reporté ni de consommation de céphalopodes ni de cannibalisme.
H., Akyol, O., 2011 montrent que les petits crustacés ont été entièrement mangés (incluant la coquille externe), ce qui est en contraste avec les résultats d’autres études menées en milieu contrôlé et non naturel, où les individus recrachaient les coquilles.
Ces différences démontrent les grandes capacités d'adaptation et de mobilité de ces pieuvres en fonction du milieu dans lequel elles se trouvent.

## Contamination et pollution
Il semble que la consommation de viande de Eledone moschata ne présenterait aucun risque sanitaire préoccupant pour l’homme quand bien même les individus pêchés auraient vécu dans des eaux contaminées.
Il est malgré tout déconseillé d’ingérer la glande digestive en raison des niveaux élevés de cadmium qu’elle pourrait contenir.
Des niveaux de PCB et de DDT ont été analysés dans les organes d’individus prélevés en différents endroits de la mer Adriatique : ils montrent tous des niveaux élevés de PCB que de DDT. Notons par ailleurs que les niveaux de PCB étaient relativement stables en fonction de la provenance des poulpes dans la mer Adriatique, contrairement aux niveaux de DDT plus variables selon les endroits, ces niveaux étant moins concentrés dans le nord. Ces pollutions proviennent principalement d’activités industrielles et plutôt récentes (vu leur composition chimique), pourtant une interdiction de cette substance existe depuis plusieurs dizaines d’années.
Il faut néanmoins relever que les concentrations de PCB et DDT restent moins élevées chez les individus prélevés dans la mer Adriatique, que les concentrations relevées sur des individus provenant de nombreuses autres zones industrialisées du monde.
La bioaccumulation des composés organochlorés comme les PCB le long de la chaîne trophique est influencée par plusieurs facteurs environnementaux mais selon M. Storelli et al. (2006), la taille des individus n’en est pas un.
Les concentrations en mercure et méthyl-mercure chez E. moschata ont été analysées par M. Belivermis et al (2019). Il existe une grande variation des concentrations en fonction du niveau trophique des organismes marins, de leur âge et de leur taille. En effet, les organismes filtreurs comme les mollusques et bivalves n’accumulent que très peu le mercure qui se trouve en suspension dans l’eau. Tandis que les mollusques carnivores qui se nourrissent de ces organismes ont des concentrations en mercure plus élevées. Les pieuvres qui se nourrissent de mollusques, accumulent alors ce mercure dans leurs organes, plus particulièrement au niveau du manteau (plus de 1mg de Hg par gramme de poids sec).
Dans l’étude de M. Belivermis et al (2019), les concentrations en mercure les plus élevées se trouvaient chez Eledone cirrhosa, Eledone moschata et Octopus vulgaris. Cela peut s’expliquer par le fait que ce sont des espèces qui vivent dans les fonds marins (zone benthique et non pélagique). Les organismes à ces endroits sont significativement plus contaminés par le mercure qu’au niveau de la colonne d’eau. Plusieurs raisons expliquent cela, notamment la présence de micro-organismes dans les sédiments qui transforment le mercure inorganique en méthyl-mercure, lequel va ensuite remonter la chaîne alimentaire jusqu’aux poulpes Eledone moschata, entre autres.

## Éthologie
Les pieuvres musquées utilisent différents systèmes pour communiquer, notamment par une combinaison de textures, de postures corporelles et de couleurs qu’elles utilisent pour éviter ou effrayer des prédateurs.
Eledone moschata peut adopter une position « debout » dans pour avoir une meilleure vision d’un congénère. Ce comportement pourrait également faire partie de la parade nuptiale d’un mâle face à une femelle qu’il voudrait impressionner. Le mâle peut ensuite envelopper la femelle avec ses 8 bras et écarter sa toile tout autour d’elle.
La parade nuptiale est entreprise par une pieuvre pouvant arborer une couleur sombre ou claire, son partenaire n’y prête apparemment pas d’attention. Elle va tendre son troisième bras droit vers sa conquête et déposer son deuxième bras droit sur le troisième.
Un autre comportement enregistré comme faisant partie d’une parade nuptiale consiste à enrouler les bras et sa toile au-dessus du manteau d’une femelle.
Eledone moschata pourrait, comme le font d’autres espèces de céphalopodes, utiliser des couleurs sombres simultanément que des comportements agressifs comme lever le manteau au-delà de 90°(l’horizontale), se tenir droit, étaler la toile et chercher un terrain plus élevé.
Les pieuvres musquée n’adoptent pas un comportement de « mensonge » (en affichant un comportement et des couleurs agressives) face à un individu plus fort, car les coûts d’un échec lors d’une bataille seraient trop important et les coûts d’un armement plus fort que ceux de l’adversaire (notamment taille plus grande) également. La pieuvre préfère alors être « honnête » lors de la démonstration de ses atouts et de sa puissance avant un combat.
L’étude de Scheel et al. (2016) confirme que les pieuvres musquées utilisent également des changements de colorations comme moyen de communication entre-elles. Ces changements de colorations sont différents que ceux d’autres espèces de mollusques : ce type de constatation est très intéressant pour comprendre l’évolution du comportement des mollusques et autres taxons séparés depuis l'Ediacara.
Pour chercher ses proies comme des crabes par exemple, la pieuvre musquée utilise ses bras pour faire un premier contact avec l’objet. Après avoir obtenu plus d’informations grâce à ses ventouses positionnées sous ses bras, elle va encercler le crabe avec ces autres bras pour avoir une meilleure prise sur sa proie et finir par la manger.
Les pieuvres musquées sont plus actives pendant la journée que la nuit. Lorsqu’elles sont en léthargie, elles ne réagissant plus à leur environnement, ni même au touché, conservant alors leur couleur gris pâle virant au brun, sans cercles coloré et ayant une contraction constante du manteau pour respirer, ses couleurs correspondantes à un état de repos. Par contre en face active, mais sans nager, Eledone moschata arbore généralement une couleur crème avec des cercles plus sombres sur les bras et le manteau. Tandis que pendant la nage, Eledone moschata arbore une couleur uniforme sombre.
D’autres comportements ont été enregistrés comme le nettoyage de la surface externe du corps ainsi que de l’intérieur de la cavité du manteau avec l’aide de deux bras, en les frottant et tournant à l’intérieur de l’orifice.

## Cycle de reproduction
L’acte reproductif entre un mâle et une femelle se produit quand le mâle insère son hectocotylus (troisième bras droit) dans la cavité à l’intérieur du manteau de la femelle. L’insertion de ce bras peut se faire dans la position précédemment décrite de la parade nuptiale (toile et bras entourent le manteau de la femelle) mais pas exclusivement.
Les femelles sont matures reproductivement en début d’hiver, à la fin du printemps et pendant l’été. Tandis que les mâles sont actifs tous les mois de l’année sauf les mois d’avril et d’août.
Les œufs ont une forme allongée que l’on peut comparer à une petite saucisse, ils sont généralement collés par paires ou par quatre à la fois et mesurent 15 mm de long sur 4 mm de large (ce qui les différencient des œufs d’Eledone cirrhosa qui sont à peu près deux fois plus petits en longueur et largeur.